# Phanerophlebia juglandifolia
Phanerophlebia juglandifolia là một loài thực vật có mạch trong họ Dryopteridaceae. Loài này được (Humb. & Bonpl. ex Willd.) J. Sm. miêu tả khoa học đầu tiên năm 1841.